# The Sims 2: Pets (Nintendo DS)
The Sims 2: Pets — однопользовательская видеоигра в жанре симулятора жизни для портативной приставки Nintendo DS. Выход игры состоялся 31 октября 2006 года. Её разработка велась параллельно с дополнением к The Sims 2 — «Питомцы». Несмотря на одинаковоe название, версия для Nintendo DS является самостоятельной игрой, созданной на том же движке, что и The Sims 2 для Nintendo DS. В ней, игрок управляет одним симом, который должен ухаживать за питомцем и одновременно работать ветеринаром. 
Критики дали отрицательные оценки игре, сравнивая её с Nintendogs, они сочли, что разработчики использовали громкий бренд для продвижения неумело сделанной и скучной игры на волне моды портативных игр об уходе за животными. Среди основных претензий значились плохой ИИ животных, постоянная повторяемость действий и необходимость разрываться между удовлетворением потребностей управляемого персонажа и его обязанностями по уходу за собственным питомцем и работы ветеринара.

## Игровой процесс
Игра представляет собой симулятор жизни, ветеринара и начинается с редактора персонажа, где можно выбрать пол управляемого сима, цвет кожи, волос, форму лица, пропорции тема и одежду, затем игрок может выбрать питомца: кошку или собаку определённой породы, за которой управляемый персонаж будет ухаживать.  
Игрок с помощью ПК-подобного интерфейса «укажи и щёлкни» осуществляет управление персонажем, выполняя разного рода обязанности: ходить, разговаривать, или просто маневрировать в парке или магазине. У персонажа имеются шесть базовых потребностей, которые он должен удовлетворять: сим должен питаться, соблюдать гигиену, исправлять нужду, спать, общаться и стремиться к комфорту. Игра также предлагает обустройство жилища, позволяя покупать и переставлять предметы и мебель в трёхмерной среде. Персонаж также должен ухаживать за своим питомцем, играть с ним, гулять. 
Управляемый игроком персонаж должен работать ветеринаром и зарабатывать деньги, выполняя мини-игры по уходу за животными. Игрок взаимодействует с животным, расчёсывает его, моет. Он также должен следить за уровнем стресса животного и по возможности успокаивать его, гладить. Чтобы понять причину недуга животного, игрок должен исследовать его с помощью стетоскопа и рентгена. Иногда игрок должен избавиться от блох у питомца, в другой ситуации речь идёт о сломанной лапе, тогда животному надо оказать необходимую помощь. В иных случаях, игрок должен лечить питомцев от гриппа, или же вытаскивать проглоченные предметы. Чтобы вылечить питомца, игрок также должен дать ему подходящее лекарство, перевязать его и затем отнести в особое место для отдыха. 
Игрок также будет встречать других не игровых персонажей и владельцев домашних животных, которые как правило начинают обращаться за помощью помочь их кошке или собаке с надеждой, что управляемый персонаж их решит. Долгосрочная цель игрока сводится к тому, что он должен приобретать всё большею известность в качестве ветеринара, чтобы затем зарабатывать больше денег и обставлять своё жилище лучшей мебелью и устройствами и в конце концов расширить его. 

## Разработка и выход
Разработка The Sims 2 Pets для Nintendo DS шла параллельно с тематическим дополнением «Питомцы» для The Sims 2 для персональных компьютеров, а также с версией для игровых приставок и для Game Boy Adwance. Разработчики рассчитывали, что игра, затрагивающая тему ухода за животными сумеет «взорвать» игровой рынок. Сама игра создавалась на том же движке, что и The Sims 2 для Nintendo DS, однако панель управления не может быть использована для перемещения Сима, как в предыдущей игре. Позже, дальнейшее развитие данной идеи было реализовано в игре  The Sims 2: Apartment Pets, выпущенной 26 августа 2008 года, где персонаж, будучи жильцом в квартире крупного дома, должен ухаживать за питомцами многочисленных соседей.
Впервые о предстоящем выпуске игры стало на выставке E3, где наряду с дополнением «Питомцы» и приставочными играми была анонсирована игра для Nintendo DS. Выпуск игры для PSP должен был состояться в ноябре. Уже тогда стало известно, что игра будет завязана на работе ветеринаром. Выход игры состоялся 31 октября 2006 года. Всего в мире было продано 35,000 копий игры, основная часть из которых пришлась на продажи в северной Америке и Европе.

## Восприятие
| Сводный рейтинг               | Сводный рейтинг |
| Агрегатор                     | Оценка          |
| ----------------------------- | --------------- |
| GameRankings                  | 46,83 %         |
| Metacritic                    | 49/100          |
| Иноязычные издания            |                 |
| Издание                       | Оценка          |
| IGN                           | 5,1/10          |
| Nintendo Power                | 55 %            |
| Official Nintendo Magazine UK | 53 %            |
| GameSpot                      | 4,5/10          |
| GamesRadar+                   | 4/10            |

Игра получила в основном отрицательные отзывы, и, основываясь на общей оценке критиков с сайта-агрегатора Game Rankings, средняя оценка игры составляет 46,83% .
Например редакция Nintendo Power прокомментировала игру следующим образом: «когда вы усваиваете паршивые элементы управления, требующие постоянного переключения между панелью управления, кнопками и сенсорным экраном, становится ясно, что „The Sims 2: Pets“ нуждается в серьёзной переработке». Критик IGN наоборот назвал управление в игре её лучшим качеством. 
Представители Official Nintendo Magazine заметили, что, вероятно, создатели пытались создать интересную игру, однако она получилась не настолько убедительной и разнообразной, как Nintendogs. Вдобавок игра получилась такой блочной, словно «переизобрела 8-ми битную версию для DS». Критик сайта GamerRadar сравнил The Sims 2: Pets с полусделанной версией The Sims 2, объединённой с ещё более недоделанной версией Nintendogs.
Крейг Харрис, критик сайта IGN считает, что выпуск The Sims 2: Pets дня Nintendo DS стала чисто маркетинговым ходом после крайне успешного выпуска Nintendogs, попыткой «получить свой кусок пирога» используя громкий бренд The Sims. Аналогичное мнение оставил Франк Прово с сайта GameSpot, считая, что The Sims 2: Pets вышла на волне выпуска портативных игр об уходе за питомцем. 
Однако сама игра является по мнению Харриса абсолютным провалом, она лишена тех качеств, которые делали Nintendogs такой очаровательной, хотя в ней также есть забота и уход за собаками и кошками, однако  The Sims 2: Pets в итоге забита плохими и скучными заданиями и обязанностями, отвлекающими от основной идеи. Франк Прово заметил, что с одной стороны игра предлагает множество возможностей взаимодействия с виртуальным зверинцем, однако варианты данных взаимодействий очень ограниченны, а сами животные лишены индивидуальности и игривости в ответ на действия игрока. Критик заметил, что итогом этого становится то, что уже через несколько игровых сеансов, игрок обращает внимание, что он выполняет один и тот же ограниченный набор действий снова и снова. Тем не менее критик назвал механику ветеринарного ухода оригинальным элементом игры, которого лишены его многочисленные портативные конкуренты. 
Если со слов Харриса однако взглянуть на игру с другой стороны, а именно сравнивая предыдущие игры серии The Sims для DS, то The Sims 2: Pets в итоге получилась самой продвинутой из них, и лучше всего приближенной к оригинальным компьютерным версиям. Хотя, как критик заметил, игра предоставляет множество опций по уходу за животными, все они выглядят скучными и не достигающими того потенциала, что предоставляют оригинальные игры The Sims. Вдобавок, игрок вынужден постоянно заботиться о личных потребностях игрока, но в это же время начинает страдать питомец, которого приходится обделять должным вниманием. 
Хотя разработчики явно пытались повторить успех Nintendogs, они, по мнению Харриса не смогли понять, что делало данную игру такой очаровательной. С одной стороны The Sims 2: Pets предлагает хорошyю трёхмерную графику и визуальные эффекты, однако модели животных получились «ужасными», низкополигональными и вызывающими эффект зловещей долины. Критик GameSpot назвал животных наоборот милыми, с выразительными глазами, но ничего не делающими, «они только бродят и нерешительно влияют хвостом и определённо не выражают признаки разума и игривости, как в „Nintendogs“».
Отдельно Франк Прово раскритиковал музыкальное сопровождение, заметив, что звуковые дорожки постоянно повторяются, как и постоянно цикличная музыка. 